# ラブセン!
『ラブセン!』は、2002年10月7日から2004年9月27日までTBS系列で放送されたバラエティ番組である。放送時間は毎週月曜23時55分 - 翌0時30分 (JST) 、2003年9月29日放送分からは5分延長して翌0時35分まで放送。

## 概要
出演者のV6が若い女性たちの内面を知るべく、様々な修行に励むというテーマで放送されていた番組である。V6のメンバーは20th CenturyとComing Centuryそれぞれに分かれ、各自が女性をテーマにしたバラエティコーナーを担当していた。
放送開始当初は番組前半でComing Century担当のコーナーを、後半で20th Century担当のコーナーを放送するという形式を取っていた。その当時のComing Century担当のコーナーは、毎回女性タレントをゲストに招いて恋愛トークを繰り広げる「カミ様の恋力」というコーナーで、ゲストは未婚者・既婚者を問わず招いていた。このコーナーには、温水洋一と夏木マリも出演していた。対して20th Century担当のコーナーは、一般女性がブランドに関するクイズに答えてブランド品の総取りを狙う「ブランドバトル」というコーナーだった。この当時、20th Centuryメンバーの坂本昌行はミュージカルをやっていて、コーナー実況は殆どの場合長野博が担当し、司会は井ノ原快彦が担当していた。ただし、1・2回だけ坂本が実況、長野が解説、井ノ原が司会を担当した回があった。放送開始から1か月間はこの2コーナーを放送するスタイルを取っていたが、同年11月からは各コーナーを週替わりで35分間フルで実施するようになった。
20th Century担当の「ブランドバトル」は同年12月をもって廃止され、代わって翌2003年1月より様々な職業に就いている一般女性3人を招いて恋愛トークを繰り広げる「恋愛社会見学」のコーナーがスタートした。しかし、このコーナーも同年4月の番組リニューアルとともに廃止され、また、Coming Century担当の「カミ様の恋力」も同時期に廃止された。
番組リニューアル以後は、ゲストの自宅もしくは部屋をゲスト本人がビデオに撮り、出演者全員でそのビデオを見ながら批評やその他トークを繰り広げる「プレミアルーム」のコーナーがメインになった。同コーナーの司会は20th Centuryの3人が毎週持ち回りで担当し（順番は決まっていない）、Coming Centuryの3人だけが毎週出演していた。また、実施しない日もあったが、番組後半ではビビる大木担当の「プロファイリングルーム」のコーナーを放送していた。当初はComing Centuryの3人が探偵とともに、女性3人の中からその部屋の住人を探り当てるという主旨のコーナーだったが、同コーナーは翌2004年4月に「パラダイスルーム」と題してリニューアル。以後は、部屋に住んでいる女性と同棲している彼氏を探り当てるコーナーとして放送された。このコーナーには、20th CenturyとComing Centuryそれぞれの代表者1人ずつが出演していた。

## スタッフ
- 構成：都築浩、中野俊成、福原フトシ、長谷川大雲、武田郁之輔
- 企画協力：おちまさと
- AP (アシスタントプロデューサー)：佐藤理恵
- ディレクター：北山孝
- 演出：岡村勝久、松藤豪
- プロデューサー：櫟本憲勝、山地孝英
- チーフプロデューサー：合田隆信 → 戸髙正啓
- 制作協力：G-yama
- 制作：TBSエンタテインメント

## テーマソング
- V6「I'm yours」（2002年10月〜2003年3月）
- V6「特別な夜は平凡な夜の次に来る」（2003年4月〜10月）
- V6「Like it!」（2003年11月〜2004年7月）